# Schermer

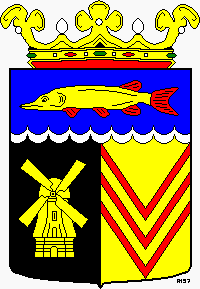
Vapen

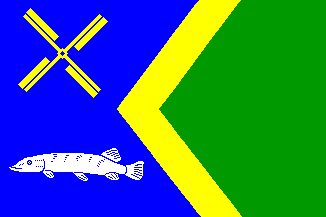
Flagga

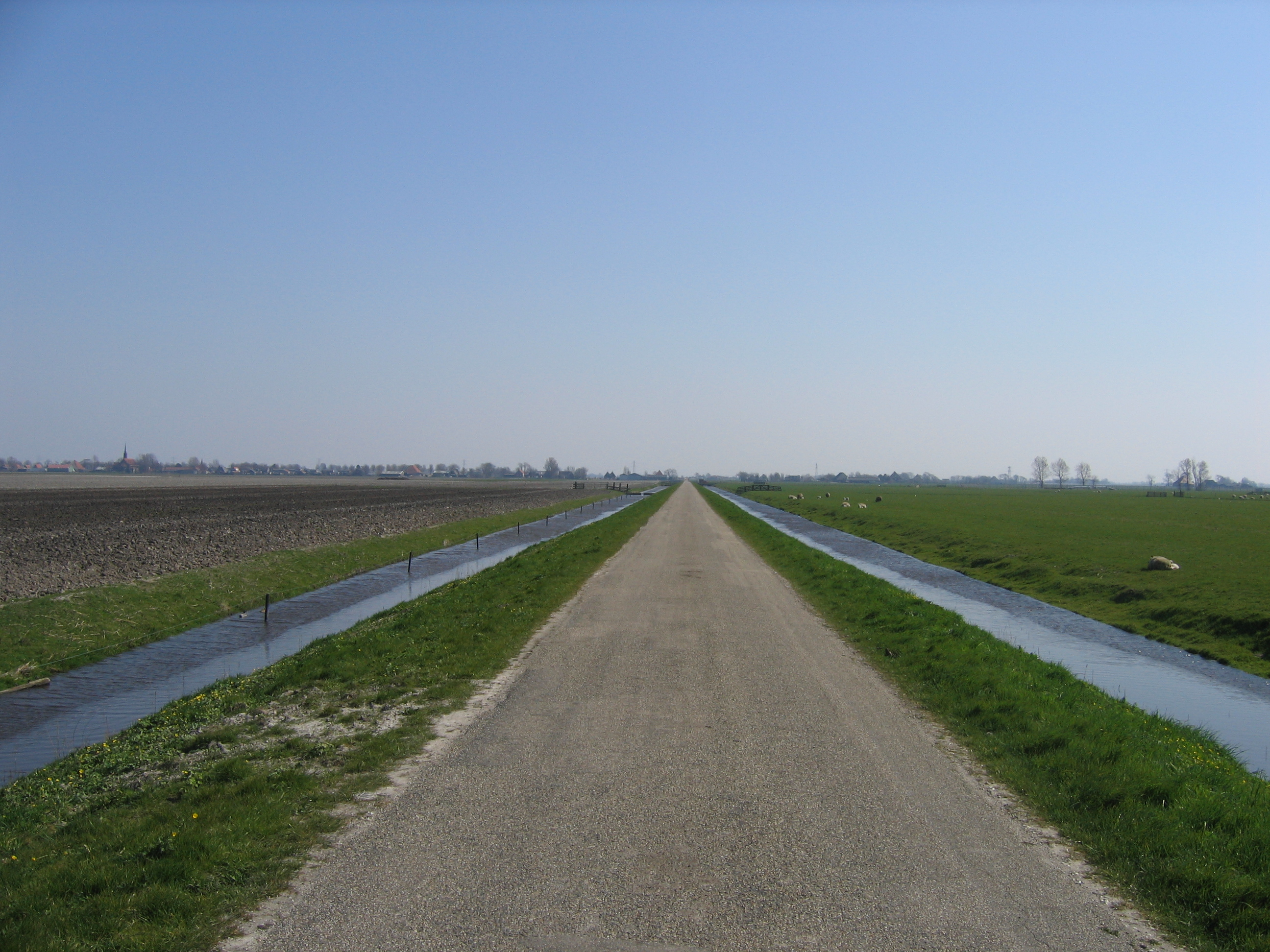
Schermer

Schermer var en kommun i provinsen Noord-Holland i Nederländerna. Kommunens totala area var 64,87 km² (där 2,89 km² var vatten) och invånarantalet var 5 507 personer (2014).
Kommunen ingår sedan 2015 i Alkmaar.